# 李康 (围棋棋手)
李康（1987年2月8日—），中国天津人，围棋职业棋手。他6岁学棋，1998年入段，2007年升为六段。

## 国内比赛成绩
2008年第4届威孚房开杯棋王争霸赛亚军。

## 国际比赛成绩
1998年世界青少年围棋锦标赛少年组冠军。
2012年第17届LG杯八强。
2012年第1届百灵爱透杯八强。